# Villares de Yeltes
Villares de Yeltes is een gemeente in de Spaanse provincie Salamanca in de regio Castilië en León met een oppervlakte van 40,53 km². Villares de Yeltes telt 128 inwoners (1 januari 2016).

## Demografische ontwikkeling
Bron: INE, 1857-2011: volkstellingen
Opm.: In 1857 werd de gemeente Pedro Álvaro aangehecht